# 요시마루 겐신
요시마루 겐신(일본어: 吉丸 絢梓, 1996년 3월 27일 ~ )는 일본의 축구 선수이다.

## 구단 경력
그는 2014년부터 J리그의 비셀 고베, 오이타 트리니타, 도쿠시마 보르티스, 기라반츠 기타큐슈에서 뛰었다.